# ISO 3166-2:AE
ISO 3166-2:AE is een ISO-standaard met betrekking tot de zogenaamde geocodes. Het is een subset van de ISO 3166-2 tabel, die specifiek betrekking heeft op de Verenigde Arabische Emiraten. 
De gegevens werden tot op 27 november 2015 geüpdatet op het ISO Online Browsing Platform (OBP). Hier worden 7 emiraten -  emirate (en) / émirat (fr) / imārah (ar) - gedefinieerd.

Volgens de eerste set, ISO 3166-1, staat AE voor Verenigde Arabische Emiraten, het tweede gedeelte is een tweeletterige code.

## Codes
| Code  | Naam           | Arabisch        |
| ----- | -------------- | --------------- |
| AE-AZ | Abu Dhabi      | Abū Z̧aby        |
| AE-AJ | Ajman          | ‘Ajmān          |
| AE-FU | Fujairah       | Al Fujayrah     |
| AE-SH | Sharjah        | Ash Shāriqah    |
| AE-DU | Dubai          | Dubayy          |
| AE-RK | Ras al-Khaimah | Ra’s al Khaymah |
| AE-UQ | Umm al-Qaiwain | Umm al Qaywayn  |